# The One (DVD)
The One es un DVD publicado especial por CBS que salió al aire en enero de 2004. Publicado por Michael Jackson, ha sido certificado Oro en los EE. UU. cinco meses después de la publicación, con la acumulación de envíos de 50.000 unidades por este punto. El organismo de certificación de los Estados Unidos y la RIAA-reconoce el DVD como un oficial de la producción de Michael Jackson.

## Certificación
| País      | Certificación | Ventas |
| --------- | ------------- | ------ |
| Australia | Gold          | 7,500  |
| España    | Gold          | 10,000 |
| EE. UU.   | Gold          | 50,000 |

- Datos: Q737217